# Molnaszecsőd, Vas
Molnaszecsőd  este un sat în districtul Körmend, județul Vas, Ungaria, având o populație de 445 de locuitori (2011).

## Demografie
Componența etnică a satului Molnaszecsőd
     Maghiari (96,19%)
     Romi (1,9%)
     Alții (1,9%)
Componența confesională a satului Molnaszecsőd
     Romano-catolici (55,51%)
     Reformați (23,15%)
     Luterani (4,72%)
     Fără religie (1,12%)
     Necunoscută (13,71%)
     Alte religii (1,8%)
Conform recensământului din 2011, satul Molnaszecsőd avea 445 de locuitori. Din punct de vedere etnic, majoritatea locuitorilor (96,19%) erau maghiari, cu o minoritate de romi (1,9%).  Din punct de vedere confesional, majoritatea locuitorilor (55,51%) erau romano-catolici, existând și minorități de reformați (23,15%), luterani (4,72%) și persoane fără religie (1,12%). Pentru 13,71% din locuitori nu este cunoscută apartenența confesională.